# 扎斯塔瓦M90突擊步槍
扎斯塔瓦M90（塞爾維亞語：Застава М90）是由南斯拉夫扎斯塔瓦武器公司（Zastava Arms）設計和生產的突擊步槍，是扎斯塔瓦M80的現代化改進型。

## 設計
與許多南斯拉夫製的突擊步槍一檨，扎斯塔瓦M90也是AK步槍的一種衍生型，該槍發射5.56×45毫米北約標準彈，並以30發彈匣供彈。考慮到其使用的口徑，此槍主要作出口之用。M90A是M90的衍生型，它附有一個類似於AKMS的可摺式槍托。與俄製的AK系列步槍較明顯的差別是，M90的護木上有三個散熱口，而非只有兩個。
另外，M90及M90A皆可發射槍榴彈。

## 衍生型
- M90－標準型
- M90A－可摺式槍托型

## 使用國
- 南斯拉夫联盟共和国
- 蒙特內哥羅
- 北馬其頓
- 塞爾維亞

## 另見
- 扎斯塔瓦M85
- 扎斯塔瓦M92
- 扎斯塔瓦M70
- 扎斯塔瓦M80
- 扎斯塔瓦M21
- 扎斯塔瓦M05

## 外部連結
- 扎斯塔瓦武器官網 （页面存档备份，存于）